# Katharina Baunach
Katharina Baunach (née le 18 janvier 1989 à Wurtzbourg) est une footballeuse allemande.

## Biographie
Elle commence le football à cinq ans au Post Sportverein Sieboldshöhe Würzburg. Elle vient à 14 ans au SV 67 Weinberg pour jouer avec l'équipe junior B et remporte le titre de champion bavarois et sud-allemand en 2004. À 16 ans, elle dispute six matchs de la ligue bavaroise.
Elle fait ses débuts en Bundesliga au Bayern Munich, au cours de la saison 2006-2007, dans un match l'opposant au Hambourg SV.
Elle fait ses débuts en sélection nationale dans l'équipe des moins de 15 ans le 3 juin 2004 en entrant au cours du match contre les Pays-Bas. Un an plus tard, elle gagne la Nordic Cup avec les moins de 17 ans. En 2007, elle participe au Championnat d'Europe de football féminin des moins de 19 ans que l'Allemagne remporte.
En 2008, elle est présente à la Coupe du monde de football féminin des moins de 20 ans, l'Allemagne termine troisième.

## Palmarès

### Équipe nationale
- Troisième de la Coupe du monde féminine des moins de 20 ans 2008
- Vainqueur du Championnat d'Europe féminin des moins de 19 ans 2007

### Club
- Vainqueur de la Coupe d'Allemagne féminine en 2012
- Vainqueur de la Coupe de la Ligue allemande féminine en 2011
- Vainqueur de la Nordic Cup en 2005

### Distinctions
- Médaille Fritz Walter de bronze en 2007